# Hit’n’Hide
Hit’n’Hide var en dansk bubblegumdancegrupp mest kända för låten Space Invaders från 1998. Gruppen bestod av producenterna Jens C. Ringdal och Sune Munkholm Pedersen, samt de två frontfigurerna Jeanne C. (Gitte Jeanne Christiansen) och Morgan Jalsing. Inför det andra och sista albumet ersattes Jeanne C. av Christina S.
Musikstilen påminde mycket om musiken från gruppen Aqua.

## Diskografi

### Album
- 1998 – On A Ride
- 2000 – Hit’n’Hide

### Singlar
- 1997 – Sundance
- 1997 – Partyman
- 1998 – Space Invaders
- 1998 – Book of Love
- 1999 – World of Dreams
- 1999 – Kingdom of Eternity
- 2000 – Come Come Come